# Bandar Lampungue
Bandar Lampungue ou Iampungue é a capital da província de Lampungue, na Indonésia. Localiza-se no extremo sul da ilha de Samatra. Tem cerca de 1.211.000 habitantes. Em 1883 foi coberta de cinzas devido à erupção do vulcão Cracatoa.

## Bibliografia

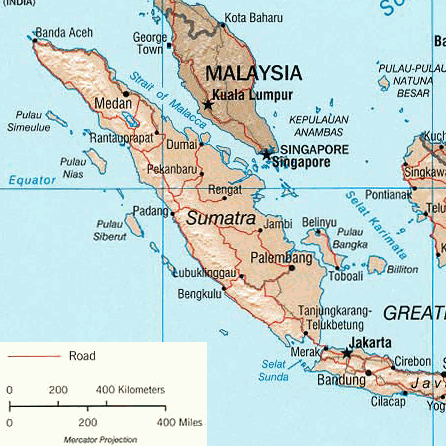
Mapa de Samatra, com Bandar Lampungue no sul